# Louis-Benjamin Francœur
Louis-Benjamin Francœur (Paris, 16 de agosto de 1773 — Paris, 15 de dezembro de 1849) foi um matemático francês.

## Obras
- Traité de mécanique élémentaire. 1800.
- Cours complet de mathématiques pures. 1819.
- La goniométrie. 1820.
- L’enseignment du dessin linéaire. 1827.
- Astronomie practique. 1830.
- Elements de technologie. 1833.
- Géodésie. 1835.
- Traité d’arithmétique appliquée à la banque. 1845.